# Fińska Formuła 3 Sezon 2005
Fińska Formuła 3 Sezon 2005 – dwunasty sezon Fińskiej Formuły 3.

## Kalendarz wyścigów
| Runda | Data        | Tor       | Pole position | Najszybsze okrążenie | Zwycięzca (kierowcy) |
| ----- | ----------- | --------- | ------------- | -------------------- | -------------------- |
| 1     | 14 maja     | Alastaro  | Jari Koivisto | Jari Koivisto        | Jari Koivisto        |
| 2     | 15 maja     | Alastaro  | Jari Koivisto | Arto Taimi           | Jari Koivisto        |
| 3     | 28 maja     | Ahvenisto | Kimmo Joutvuo | Marko Mäkilä         | Kimmo Joutvuo        |
| 4     | 29 maja     | Ahvenisto | Kimmo Joutvuo | Jari Koivisto        | Arto Taimi           |
| 5     | 11 czerwca  | Tallinn   | Kimmo Joutvuo | Arto Taimi           | Kimmo Joutvuo        |
| 6     | 12 czerwca  | Tallinn   | Kimmo Joutvuo | Arto Taimi           | Arto Taimi           |
| 7     | 13 sierpnia | Kemora    | Marko Mäkilä  | Jari Koivisto        | Jari Koivisto        |
| 8     | 14 sierpnia | Kemora    | Marko Mäkilä  | Jari Koivisto        | Jari Koivisto        |
| 9     | 3 września  | Ahvenisto | ?             | Arto Taimi           | Jari Koivisto        |
| 10    | 4 września  | Ahvenisto | ?             | Jari Koivisto        | Jari Koivisto        |

## Klasyfikacja kierowców
| Legenda oznaczeń w tabelach wyników Wyświetl szablon na nowej stronie | Legenda oznaczeń w tabelach wyników Wyświetl szablon na nowej stronie                                                                     |
| Oznaczenie                                                            | Wyjaśnienie |
| --------------------------------------------------------------------- | --- |
| Złoty                                                                 | Zwycięzca lub mistrzostwo |
| Srebrny                                                               | 2. miejsce lub wicemistrzostwo |
| Brązowy                                                               | 3. miejsce lub II wicemistrzostwo |
| Zielony                                                               | Ukończył, punktował (w klasyfikacji generalnej, gdy zdobył co najmniej jeden punkt na przestrzeni sezonu, poza trzema powyższymi opcjami) |
| Niebieski                                                             | Ukończył, nie punktował (w klasyfikacji generalnej, gdy nie zdobył co najmniej jednego punktu na przestrzeni sezonu)                      |
| Czerwony                                                              | Nie zakwalifikował się (NZ) |
| Czerwony                                                              | Nie prekwalifikował się (NPK) |
| Różowy                                                                | Nie ukończył (NU) |
| Różowy                                                                | Niesklasyfikowany (NS) (w klasyfikacji generalnej, gdy nie został sklasyfikowany w żadnym wyścigu sezonu)                                 |
| Czarny                                                                | Zdyskwalifikowany (DK) |
| Czarny                                                                | Wykluczony (WYK/EX) |
| Biały                                                                 | Nie wystartował (NW) |
| Biały                                                                 | Kontuzjowany (K/INJ) |
| Biały                                                                 | Wyścig odwołany (OD/C) |
| Bez koloru                                                            | Został wycofany (WYC/WD) |
| Bez koloru                                                            | Nie przybył (NP/DNA) |
| Bez koloru                                                            | Nie brał udziału w treningach (NT/DNP) |
| Bez koloru                                                            | Nie został zgłoszony (–) |
| Pogrubienie                                                           | Start z pole position |
| Kursywa                                                               | Najszybsze okrążenie wyścigu |
| †                                                                     | Nie ukończył, ale jego rezultat został zaliczony ze względu na przejechanie więcej niż 90% dystansu wyścigu.                              |
| *                                                                     | Sezon w trakcie |
| 1/2/3                                                                 | Punktowana pozycja w sprincie kwalifikacyjnym                                                                                             |
| Lista systemów punktacji Formuły 1                                    | |

| Poz. | Kierowca         | ALA | ALA | AHV | AHV | LIN | LIN | KEM | KEM | AHV | AHV | Punkty |
| ---- | ---------------- | --- | --- | --- | --- | --- | --- | --- | --- | --- | --- | ------ |
| 1    | Jari Koivisto    | 1   | 1   | 2   | 2   | 3   | 3   | 1   | 1   | 1   | 1   | 175    |
| 2    | Kimmo Joutvuo    | 3   | 4   | 1   | 3   | 1   | 4   | 4   | 2   | 2   | 3   | 147    |
| 3    | Marko Mäkilä     | 2   | 2   | 3   | 4   | 2   | 2   | 2   | 4   | 3   | 6   | 143    |
| 4    | Arto Taimi       | NU  | 5   | 5   | 1   | 4   | 1   | 3   | 3   | 5   | 2   | 137    |
| 5    | Teppo Suvanto    | 4   | 3   | 4   | 5   | 6   | 5   | -   | -   | 7   | NU  | 79     |
| 6    | Ari Kalliola     | 5   | 7   | 6   | 6   | 5   | NU  | -   | -   | 4   | 4   | 73     |
| 7    | Timo Pitkäniemi  | 6   | 6   | 7   | 7   | -   | -   | 5   | NU  | 6   | 5   | 63     |
| 8    | Pekka Rinne      | 7   | 8   | -   | -   | -   | -   | -   | -   | -   | -   | 44     |
| 9    | Esko Kumpulainen | -   | -   | -   | -   | -   | -   | 6   | NU  | -   | -   | 28     |